# Fanatisme
Fanatisme ist ein französisches Filmdrama aus dem Jahre 1934 von Gaston Ravel. Es handelt sich um die einzige französische Filmproduktion des Stummfilmstars Pola Negri. Der Geschichte liegt das Stück La Savelli von Max Maurey zugrunde.

## Handlung
Die Geschichte spielt in höfischen Kreisen im Frankreich des 19. Jahrhunderts. Die italienische Tänzerin Rosine Savelli ist eine glühende Patriotin. Als sie eines Tages an den französischen Hof Kaiser Napoleon III. zum Tanz geladen wird, wittern einheimische Verschwörer eine Chance für ein Attentat auf den Monarchen, der dabei ums Leben kommen soll. Dabei soll ihnen Rosine als ebenso unwissendes wie nützliches Werkzeug dienen. Doch die Verschwörung scheitert, und der Kaiser, der sich in die rassige Künstlerin verliebt, ist von ihrer Unschuld überzeugt und sorgt dafür, dass ihr als mutmaßliche Helfershelferin der gescheiterten Monarchenmörder kein Leid geschieht. 

## Produktionsnotizen
Fanatisme wurde zum Jahresende 1933 gedreht und lief am 20. April 1934 an. Eine deutsche Aufführung gab es nicht. Nach dem Flop dieser Produktion kehrte die Negri 1935 ins Deutsche Reich zurück.
Die Aufnahmeleitung übernahm Jacques Natanson, die Filmbauten entwarf Claude Bouxin.

## Kritik
In Paris Soir war im April 1934 Folgendes zu lesen: „Ich habe La Savelli gesehen, oder besser gesagt ‚Fanatisme‘. Der Regisseur, musste, um das Stück von Max Maurey … umzuformen, erst einmal den Titel des Buches verändern ... sodass von diesem ursprünglichen Werk nicht mehr viel übrig blieb. (…) Fanatisme ist ein ziemlich ärgerlicher Film, trotz der Dekorationen, Kostüme, Bälle und des gewachsten Schnurrbarts von Napoleon III. (…) Pola Négri fand in La Savelli nicht diejenige Rolle, die zu ihr passt. Diese ist schwergewichtig aber nicht attraktiv. Die Künstler sind besser als das Drehbuch.“